# First Strike (fumetti)
La First Strike è un team di supereroi governativo pubblicato dalla DC Comics. Comparvero per la prima volta in Uncle Sam and the Freedom Fighters n. 3 (novembre 2006), e furono creati da Jimmy Palmiotti, Justin Gray e Daniel Acuña.

## Storia
La First Strike fu inviata nel deserto dell'Arizona dal loro ufficiale comandante, Padre Tempo, per riportare i Combattenti per la Libertà al quartier generale dello S.H.A.D.E. ed arrestare lo Zio Sam. Quando i Combattenti per la Libertà si rifiutarono di andare con loro, ingaggiarono una battaglia che i First Strike vinsero finché Black Condor non entrò in azione. Avendo superato i First Strike, i Combattenti per la Libertà si presero del tempo per ritornare sui loro passi. La Bomba Umana, uno dei Combattenti per la Libertà, uccise Propaganda, un membro dei First Strike.
I First Strike ritornarono al quartier generale dello S.H.A.D.E. Padre Tempo li rimproverò per la loro sconfitta, ed espresse la sua rabbia tagliando di netto il mignolo della mano del Capo Giustizia.
Il team si ri fece vivo quando i Combattenti per la Libertà attaccarono un aeroplano che conteneva Gonzo il Bastardo Meccanico, che veniva utilizzato dallo S.H.A.D.E. come imitazione del Presidente degli Stati Uniti. I First Strike fallirono di nuovo contro i Combattenti per la Libertà, e Americommando finì ucciso in battaglia.

## Membri
- Americommando: il secondo comandante dei First Strike. Descritto come un tizio con i capelli biondi e gli occhi azzurri, è freddo, senza pietà e si considera indistruttibile. Zio Sam lo scagliò sulla Luna. Il suo nome è David.
- Barracuda: una donna con le sembianze di un pesce, un'arma simile ad un tridente e un costume dorato. Tuttavia non è un pesce.
- Capo Giustizia: ex comandante, può emettere colpi di fuoco dalle mani e può volare. A differenza dei suoi compagni di squadra, preferisce risolvere le cose pacificamente piuttosto che fare scoppiare un bagno di sangue. Il suo mignolo fu tagliato da Padre Tempo a causa del suo fallimento sul campo.
- Embargo: può creare campi di forza blu quasi indistruttibili che sono difficili da penetrare, però esseri forti come Black Condor sono in grado di perforarli.
- Lady Liberty: la quarta persona a prendere il nome di Lady Liberty e l'unica di loro a non essere stata uccisa. Dopo che Phantom Lady distrusse la sua armatura, Raggio la trasportò all'istante in una spiaggia vergine spagnola.
- Railgun: ha un aspetto metallico ed ha delle armi al posto delle braccia. Dopo aver preso in giro Doll Man, che si pensava avesse ucciso Railgun con una granata a mano miniaturizzata nel suo cervello, ricomparve in Uncle Sam and the Freedom Fighters n. 8.
- Red Shift: un velocista con la pelle rossa e i capelli bianchi che possedeva anche la super forza ed era circondato da un'aura rossa.
- Silent Majority: capace di duplicare multipli di sé stesso, ex membro della Force of July.
- Spin Doctor: primo velocista della squadra. Fu ucciso dal secondo comandante dei First Strike, Americommando, dopo che lo definì una "testa calda".
- Spin Doctor: dopo aver ucciso il primo, Americommando ne richiese un altro che fosse carino, a sangue freddo, piccolo e "preferibilmente muto". Non fu accontentato sull'ultimo punto.
- Propaganda: un telepate che può diffondere informazioni cerebrali, può indebolire la mente umana, soggiogare le ideologie delle persone, e girare l'opinione di qualcuno in suo favore. Fu ucciso dalla Bomba Umana.